# Франческо Нолетті
Франческо Нолетті або Франческо Мальтезе, також Франческо Ф'єравіно (італ. Francesco Noletti; 1611, Валлета —1654) — італійський художник доби бароко, майстер натюрмортів.

## Невідома біографія
Римські теоретики XVII століття створили ієрархію жанрів живопису, за котрою пейзаж, портрет і натюрморт вважали низькими жанрами. За їхніми переконаннями художник, що створював портрет чи натюрморт, був наче дзеркалом, що відображає реальність. Реальність за їхніми переконаннями потребувала покращення або виправлення за античними зразками. Тому поціновували не точне відображення реальності, а інвенцію, фантазійність, майстерне виконання творчої і надреальної ідеї.
Портрет і натюрморт все ж мали власних прихильників, що ігнорували теоретичні настанови римських теоретиків (маркіз Вінченцо Джустініані, аристократи міста Генуя, дрібне дворянство Північної Італії). Особливо поціновували там майстерно виконані портрети і натюрморти, портрети вельможних осіб — більше, натюрморти — менше.
З непрестижністю портрету і натюрморту вимушено рахувалась ціла низка римських художників. Так, скандально відомий Караваджо зрідка брався за портрети чи за чисті натюрморти, хоча в останніх був віртуозним майстром.
Майстрами натюрмортів мало цікавились й історіографи. Логічно, що Франческо Нолетті, майстер розкішних натюрмортів, котрий працював в Римі і був відомий там як Франческо Мальтезе, залишився художником без занотованої біографії.
Довго не були відомі ні рік його народження, ні у кого навчався, ні його справжнє прізвище. Довго не відали, скільки років він прожив, тому в літературі досі можна зустрітися з припущеннями і неточними вказівками на роки його життя, розтягнуті від 1610-х до 1680-х.
За розшуками в архівах він походив з Мальти і народився в місті Валлетта 1611 року. Достеменно відомо, що працював в папському Римі. Рік смерті позначають як 1654-й.

## Натюрморти його роботи
Як художник він рахувався зі знахідками послідовників Караваджо (неаполітанських і римських), але не міг бачитися з живим Караваджо. Його вже не було серед живих в молоді роки Франческо Нолетті.
Мав прихильність до коштовних тканин і, особливо, до перських і арабських килимів. Персонажами його натюрмортів часто були рідкісні на той час годинники та коштовний посуд, що були шедеврами доби маньєризму і раннього бароко. Не схоже, щоби він був власником таких коштовних речей, як тодішні дзеркала, вироби з золота і срібла, екзотичні арабські килими, що коштували надзвичайних грошей. Створюючи власні натюрморти, орієнтувався лише на аристократичні смаки вельможних і багатих замовників.
Для оживлення натюрмортів іноді використовував маленьких собак. В одному з натюрмортів розмістив мале дзеркало з чоловічим обличчям. За припущеннями, це або своєрідний підпис художника, або його автопортрет.

## Галерея творів

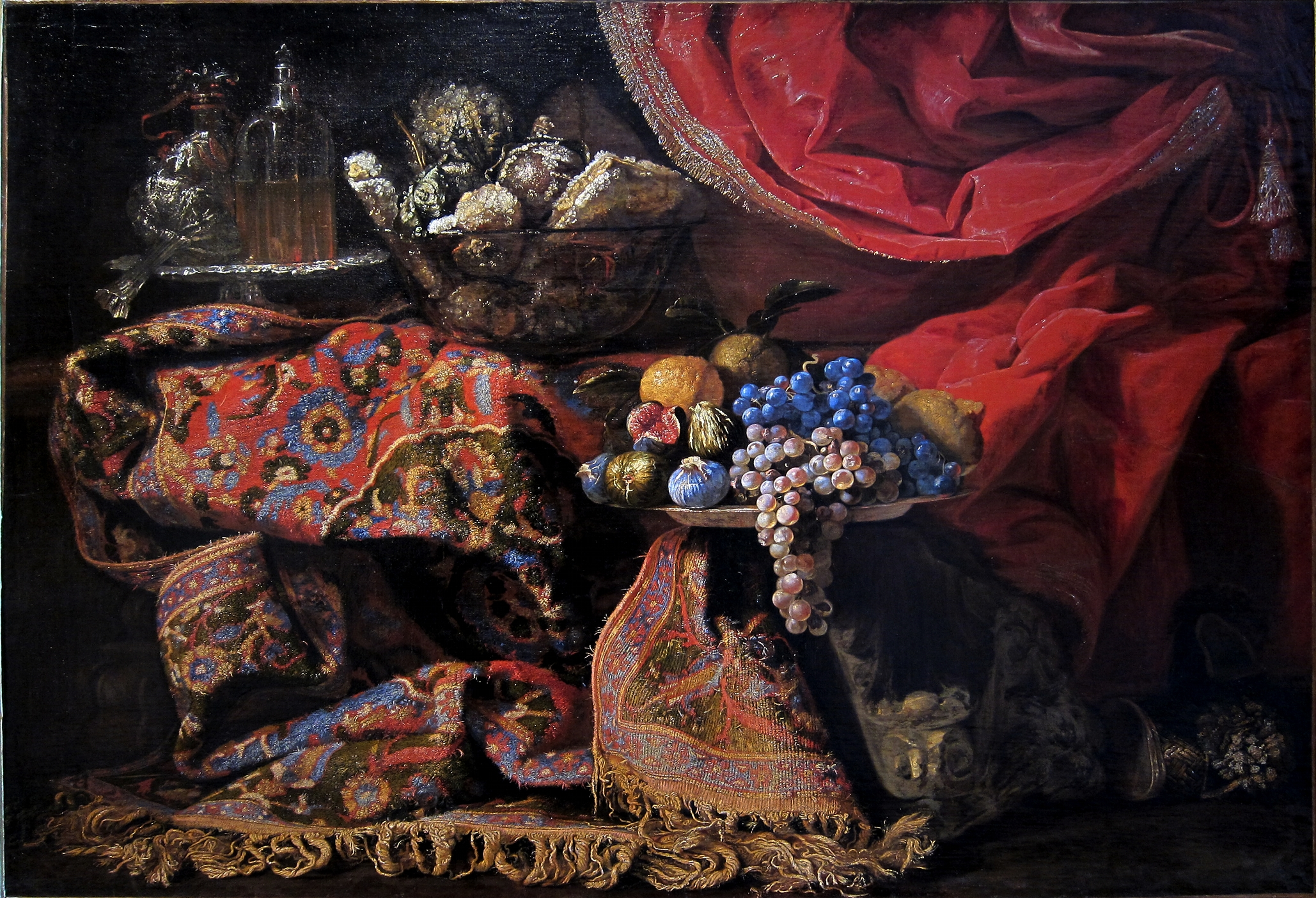
Ф. Нолетті. « Солодощі, фрукти і арабський килим», до 1653 р.
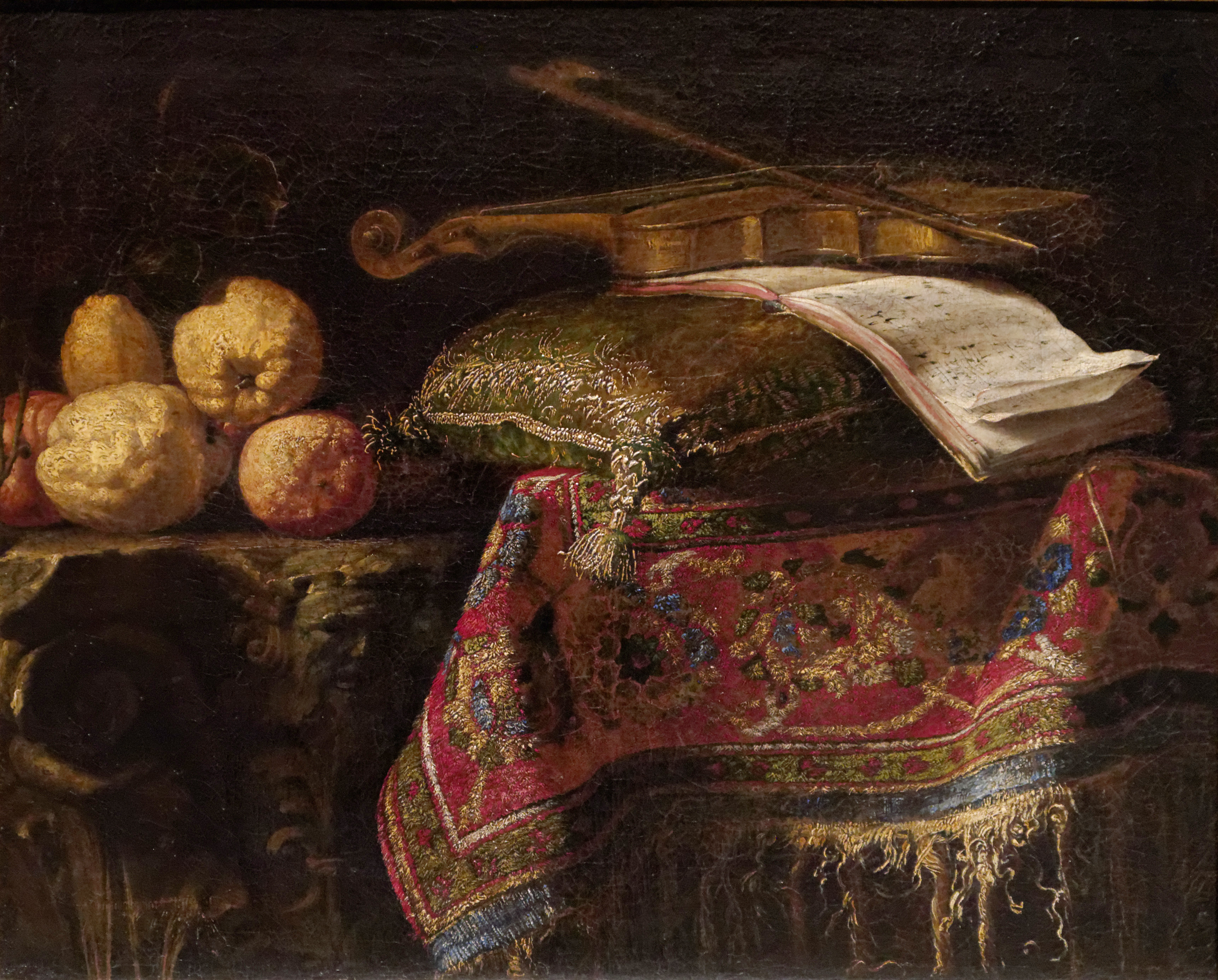
Ф. Нолетті.  «Скрипка, нотний зошит і цитрони на арабському килимі », до 1653 р., Лувр, Париж.

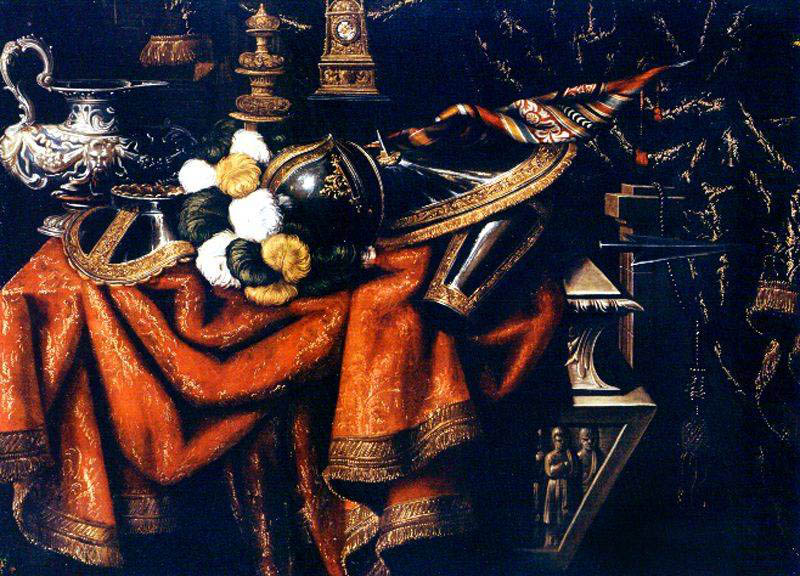
Ф. Нолетті.  « Коштовний посуд і годинник та парадні обладунки », до 1653 р., Інститут Рікарду Бреннанда, Ресіфі, Бразилія
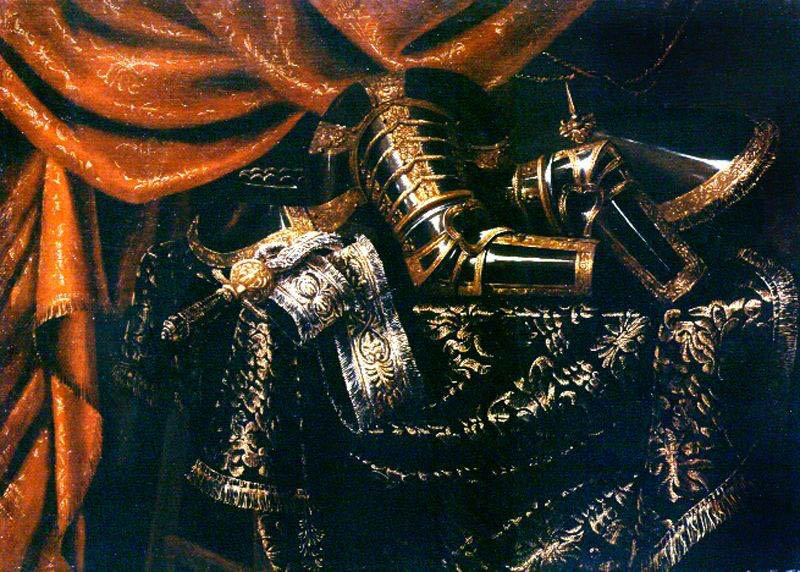
Ф. Нолетті. «Коштовні обладунки і рідкісні тканини», до 1653 р., Інститут Рікарду Бреннанда, Ресіфі, Бразилія

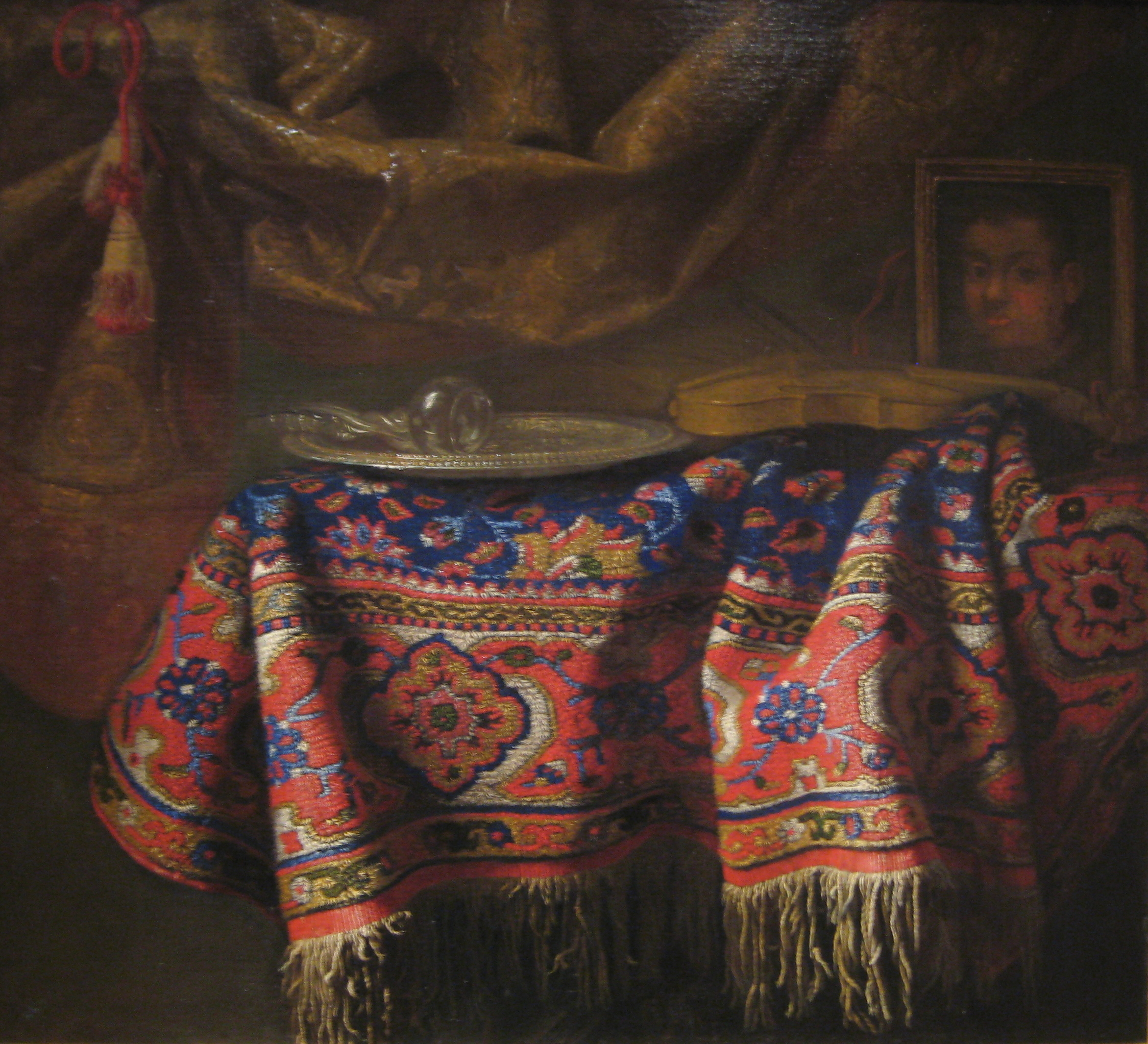
Ф. Нолетті, так званий   «Натюрморт з арабським килимом і автопортретом », до 1653 р., Курська галерея, Росія
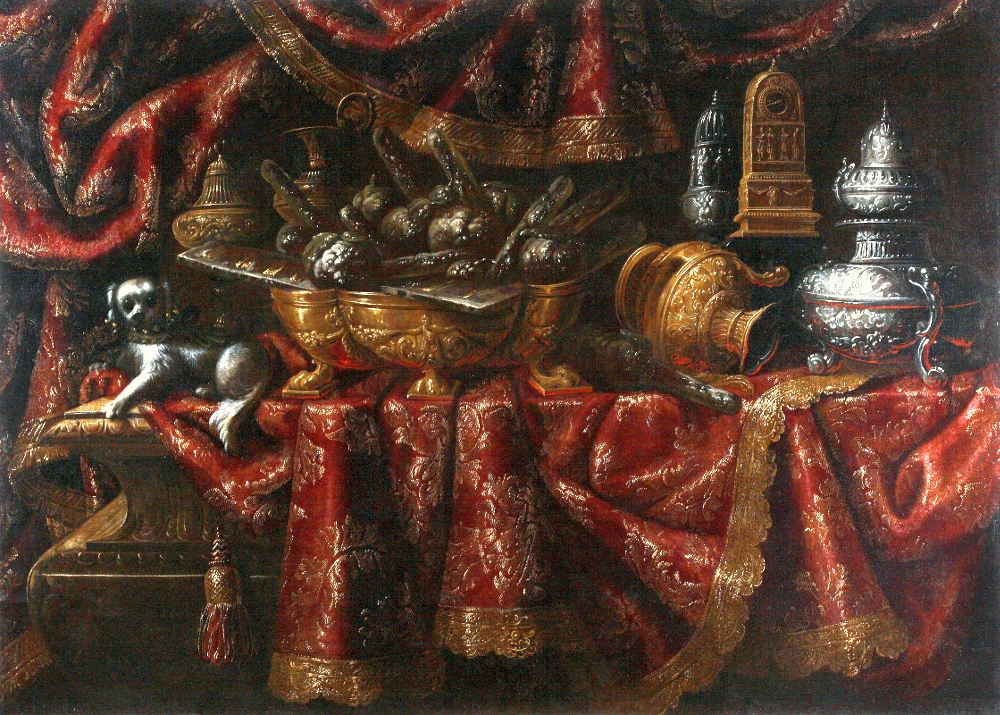
Ф. Нолетті,   « Натюрморт з коштовним посудом доби маньєризму і собачкою», до 1653 р., Національний музей, Кельці, Польща.